# Raúl Labrador
Raúl Rafael Labrador (ur. 8 grudnia 1967 w Carolinie) – amerykański prawnik i polityk pochodzenia portorykańskiego, deputowany do Idaho House of Representatives (2006–2010) i do Izby Reprezentantów Stanów Zjednoczonych (2011–2019), prokurator generalny Idaho (od 2023).

## Życiorys
Urodził się w miejscowości Carolina na Portoryko, w dzieciństwie zamieszkał w Las Vegas.
Ukończył studia na Uniwersytecie Brighama Younga. W 1992 roku uzyskał stopień Juris Doctor na University of Washington School of Law, następnie odbył praktyki prawnicze. W 2000 roku założył kancelarię prawną, która otworzyła biura w miastach Boise i Nampa.

### Działalność polityczna
W latach 2006–2010 zasiadał w Idaho House of Representatives, startował z okręgu wyborczego nr 14. Jako reprezentant Partii Republikańskiej z powodzeniem ubiegał się o mandat do Izby Reprezentantów w wyborach z 2010 roku; mandat parlamentarny objął 3 stycznia 2011 roku. Skutecznie ubiegał się o reelekcję w latach 2012, 2014 i 2016. W 2018 roku nie ubiegał się o reelekcję, wskutek czego jego mandat wygasł 3 stycznia następnego roku. Za każdym razem startował z 1. okręgu wyborczego. W 2015 roku wraz z ośmioma innymi republikanami założył House Freedom Caucus.
W 2017 roku ogłosił swój start w wyborach gubernatorskich na urząd gubernatora Idaho, jednak nie wygrał w tychże wyborach. 29 czerwca 2019 roku objął funkcję przewodniczącego Partii Republikańskiej w stanie Idaho, w czerwcu następnego roku jego następcą został Tom Luna.
W 2023 roku objął funkcję prokuratora generalnego Idaho.

## Poglądy i kontrowersje
W 2012 roku początkowo wyrażał poparcie dla kandydatury Randa Paula na urząd prezydenta Stanów Zjednoczonych, ostatecznie jednak poparł Mitta Romneya. Poparł Donalda Trumpa w wyborach prezydenckich w latach 2016, 2020 oraz 2024.
Otwarcie krytykował politykę prowadzoną przez prezydenta Baracka Obamę; nie poparł także republikańskiego projektu mającego docelowo zastąpić Obamacare. W 2017 roku na jednym ze swoich spotkań powiedział, że nie zalicza opieki zdrowotnej do praw człowieka, w związku z czym został wybuczany. Stwierdził też, że nikt nie umiera z powodu braku dostępu do służby zdrowia.

## Życie prywatne
Należy do Kościoła Jezusa Chrystusa Świętych w Dniach Ostatnich. Żonaty z Rebeccą, z którą ma pięcioro dzieci.